# Vedea, Argeș
Vedea (în trecut, Gura Boului) este satul de reședință al comunei cu același nume din județul Argeș, Muntenia, România.